# Brough Superior

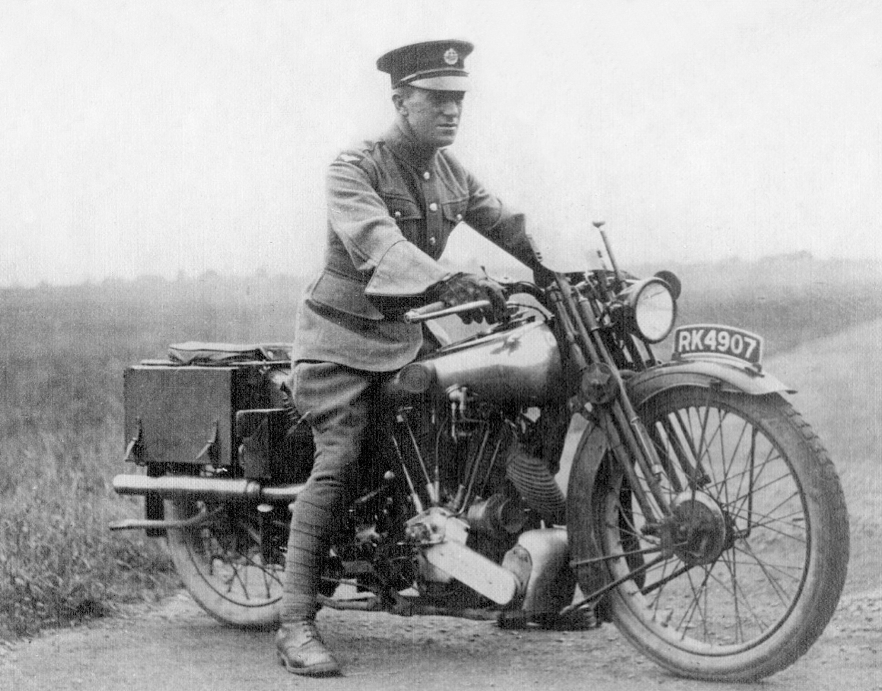
Thomas Edward Lawrence en una Brough Superior a la que llamaba George V. Lawrence poseyó ocho motos Brough:
1922: Boa (abreviatura de Boanerges)
1923: George I (150 libras, precio superior al de una casa)
1924: George II
1925: George III
1926: George IV
1927: George V (RK 4907; véase la foto)
1929: George VI (UL 656)
1932: George VII (GW 2275) (la moto de su accidente mortal)
Póstuma: George VIII (se esta construyendo cuando Lawrence murió).

Brough Superior fue una compañía británica fabricante de motocicletas, sidecares y eventualmente automóviles. Fundada por George Brough, tuvo sus instalaciones desde 1919 hasta 1940 en Haydn Road (Nottingham).
Sus máquinas fueron calificadas como el "Rolls-Royce de las Motocicletas" por el comentarista HD Teague de la revista The Motor Cycle. La compañía fabricó aproximadamente 3048 motocicletas (19 modelos) en los 21 años de producción; alrededor de un tercio de estas motos todavía se conservan.
Thomas Edward Lawrence ("Lawrence de Arabia") era propietario de ocho de estas motocicletas y murió por las lesiones sufridas al estrellarse con la séptima, cuando ya había encargado la octava. A partir de 2008, Mark Upham, entusiasta de las motocicletas antiguas, adquirió los derechos del nombre Brough Superior. En 2013, conoció al diseñador de motocicletas Thierry Henriette y le pidió que diseñara una nueva motocicleta Brough Superior. Tres meses después, se mostró en Milán un prototipo de la nueva SS100.

## Historia

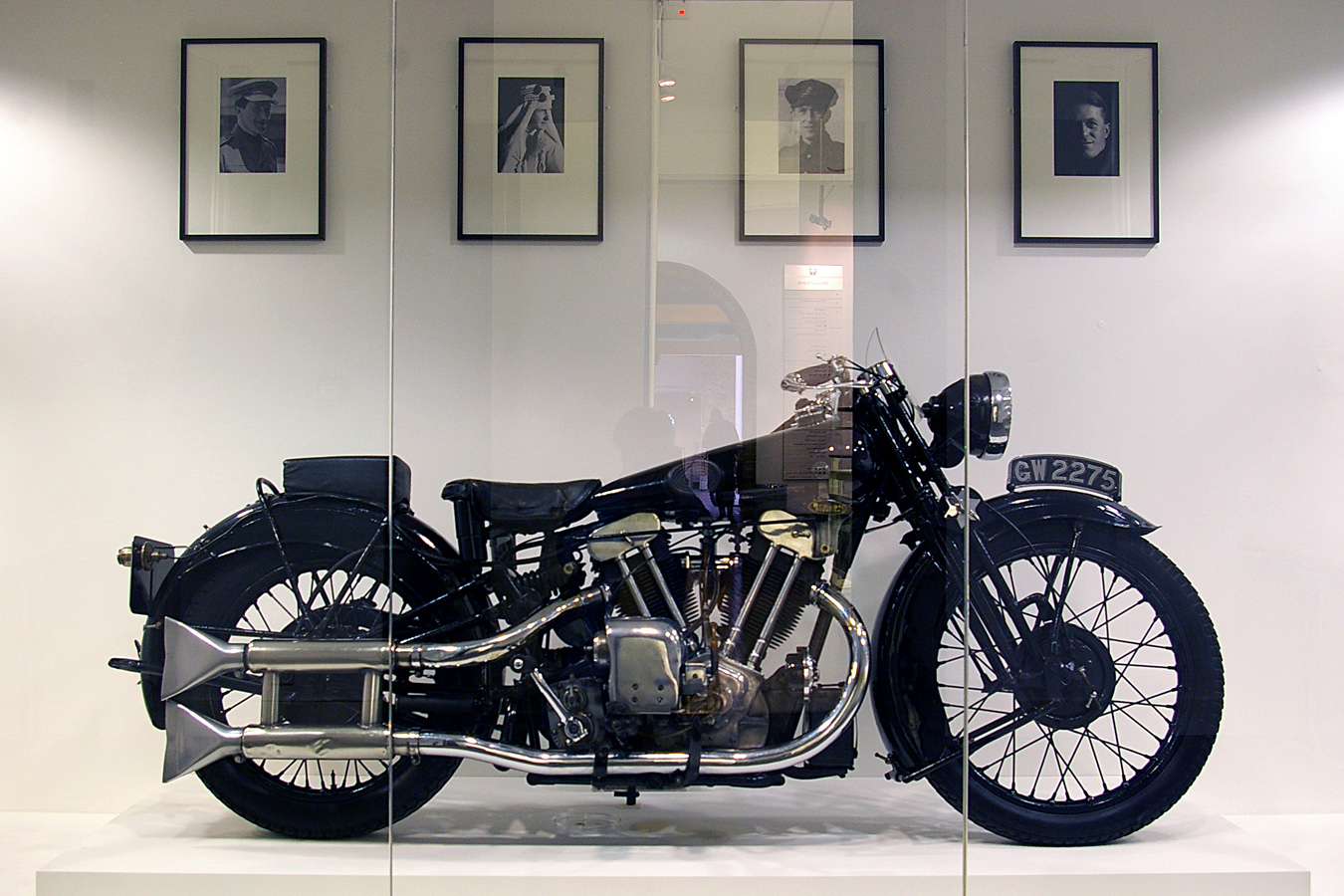
Octava Brough Superior de T. E. Lawrence, la que estaba esperando recibir antes de su muerte. Se exhibe en el Museo Imperial de la Guerra.

George Brough era un piloto, diseñador y protagonista de desafíos deportivos. Todas las motocicletas Brough Superior fueron de alto rendimiento y calidad superior. La mayoría se crearon a la medida de las necesidades del cliente, y rara vez dos de ellas tenían la misma configuración. Cada motocicleta era ensamblada dos veces. El primer montaje servía para encajar todos los componentes. Luego, la motocicleta se desmontaba y todas las piezas se pintaban o chapaban según fuera necesario. Finalmente, las partes terminadas eran ensambladas una segunda vez. Cada motocicleta se probaba para garantizar que funcionase según las especificaciones establecidas y era certificada personalmente por George Brough. El modelo SS100 era conducido a 100 mph (161 kilómetros por hora) o más antes de la entrega, al igual que el modelo SS80 se probaba a 80 mph (129 kilómetros por hora) o más. Si alguna motocicleta no cumplía con las especificaciones, se devolvía a los talleres para volver a trabajar hasta que funcionase correctamente. El ajuste y el acabado eran comparables a los de un automóvil Rolls-Royce, y eran las motocicletas más caras del mundo.
Las motocicletas Brough Superior siempre han sido escasas y caras. Los precios de estas motocicletas oscilaron entre las 100 y las 185 libras esterlinas en las décadas de 1920 y 1930. Dado que el salario promedio anual en Gran Bretaña durante la década de 1930 era de 200 libras, solo los ricos podían pagar este precio.
En 1940, la Segunda Guerra Mundial puso fin a la producción, ya que la fábrica se dedicó a producir material bélico, completando los cigüeñales de los motores Rolls Royce Merlin. Después de que cesaron las hostilidades, no había motores adecuados disponibles para sus motos, por lo que la empresa se liquidó. En 2004, Todavía existían alrededor de 1.000 motocicletas Brough Superior, mantenidas por entusiastas.
En 2016, se encontraron ocho motocicletas Brough Superior que habían estado acumulando polvo y óxido en un establo en Bodmin (Cornualles) durante 50 años.

## Motocicletas Brough Superior
Entre los primeros modelos se incluyen la Brough Superior Mark I Sidevalve, la Mark I Overhead, la Mark II Standard y la Mark II Sports. Las Overhead 500, 680 S.V. Junior, y 750 Side Valve se fabricaron en una etapa intermedia, pero al no ser muy populares se eliminaron de la producción.
Los siguientes cuatro modelos representan la mayor parte de la producción, siendo en su mayoría fabricados a medida e incorporando muchas variaciones:
- La SS100 (Super Sports), propulsada por un motor J.A.P. (J. A. Prestwich de Tottenham) o Matchless de 1000 cc con dos cilindros en V. Aproximadamente se produjeron 383 unidades desde 1924 hasta 1940.
- La SS80 (Super Sports), con motores J.A.P. o Matchless de dos cilindros en V, 1000 cc y válvulas laterales. Se fabricaron aproximadamente 1086 unidades desde 1922 hasta 1940.
- La 680 O.H.V., con un motor de dos cilindros en V de 680 cc y válvulas superiores desarrollado por J.A.P. Aproximadamente se fabricaron 547 unidades desde 1926 hasta 1936.
- La 11.50, propulsada por un motor de dos cilindros en V a 60° de 1096 cc y válvulas laterales de origen J.A.P. Se diseñaron principalmente como modelos con sidecar y para la policía. Se fabricaron aproximadamente 308 unidades desde 1933 hasta 1940. El nombre del modelo se refiere a la potencia nominal del motor, 11 RAC (Royal Automobile Club), 50 caballos (37 kW). En realidad, estos motores rendían menos de 30 hp (menos de 22 kW). Las denominaciones en caballos fiscales servían para informar del pago de impuestos de cada modelo. Un RAC HP (caballo de vapor fiscal) es igual al diámetro del pistón (expresado en pulgadas) al cuadrado, multiplicado por el número de cilindros y dividido por 2.5.

Brough Superior produjo muchos otros modelos experimentales, de exhibición y de carreras, entre los que se incluyen:
|                                                                     |  |
| La inusual Brough Superior Austin Four, con sus dos ruedas traseras |  |

- La Golden Dream, impulsada por un motor de cuatro cilindros (motor en H), al que George Brough denominó un motor "plano vertical", que usaba una transmisión final mediante un eje rígido. Decorada con pintura dorada, se presentó en el Salón de Motocicletas de Londres celebrado en Earls Court en 1938.
- La Brough Superior Austin Four o BS4, impulsada por el motor y la transmisión procedentes de un automóvil Austin 7 convenientemente modificados. Como el eje de transmisión central invadía el perímetro de la rueda posterior, George Brough utilizó dos ruedas traseras montadas en una unidad de transmisión final central. Como las ruedas traseras estaban a una distancia de 24 pulgadas entre sí, el vehículo de tres ruedas Brough Superior era considerado legalmente como una "motocicleta" en el Reino Unido. Sigue siendo la única motocicleta en la historia que haya usado esta configuración. La Brough-Austin Four fue diseñada para acoplarle un sidecar, aunque el periodista Hubert Chantry solicitó una de estas motos sin el asiento lateral. Chantry había utilizado un modelo de exhibición que le prestó la fábrica para que se probara en el recorrido del Land's End de 1932. Se construyeron 10 unidades.[6]

- La Pendine, introducida en 1927, tenía una velocidad máxima garantizada de 110 mph (177 kilómetros por hora). Estaba basada en el modelo SS100, pero con modificaciones para aumentar el rendimiento del motor. Un conocido corredor, Barry Baragwanath, instaló sobrealimentación en una de estas motos, que ahora se conoce como la "Barry Big Blown Brough". Noel Pope compró la motocicleta y en 1939 estableció dos récords en Brooklands: 107 mph (172 kilómetros por hora) con sidecar y 124 mph (199,6 kilómetros por hora) sin él, superando el récord anterior establecido en 1935 por Eric Fernihough también en una Brough Superior. Estos registros seguían vigentes cuando la pista se cerró en 1939.

George Brough era conocido por su dedicación a sus vehículos y clientes. Más adelante, junto con Albert Wallis, continuó prestando servicio a las Brough Superior después de que cesara la producción, fabricando componentes hasta 1969. A todos los efectos, la producción de motocicletas nunca se reanudó después de la Segunda Guerra Mundial.

### Cifras de producción
- 1919 - 0
- 1920 - 1
- 1921 - 3
- 1922 - 103
- 1923 - 119
- 1924 - 195
- 1925 - 168
- 1926 - 95
- 1927 - 226
- 1928 - 155
- 1929 - 139
- 1930 - 131
- 1931 - 117
- 1932 - 58
- 1933 - 121
- 1934 - 104
- 1935 - 94
- 1936 - 187
- 1937 - 173
- 1938 - 159
- 1939 - 118
- 1940 - 10

A esta lista se pueden agregar otras trece motocicletas sin una fecha en su placa de construcción. Muchos registros quedaron incompletos durante los primeros años de producción y para algunos de los modelos de series más cortas. La producción total estimada fue de 3.048 unidades.

### Modelos de carreras
Las motos de carreras de Brough Superior ganaron muchas carreras: esprints (carreras de aceleración), carreras de montaña y récords de velocidad máxima. Las victorias incluyen:
- 1922, George Brough, primera motocicleta Sidevalve en dar la vuelta a Brooklands en 100 mph (161 kilómetros por hora).
- 1927, 11 de junio: R. E. Thomas, en un esprint de 2½  millas para máquinas sin sidecar de cilindrada libre, Pruebas de Velocidad de Cefn Sidan. 1er lugar.[7]
- 1927, 11 de junio: R. E. Thomas, 10 Millas para máquinas de cilindrada libre, Cefn Sidan. 1er lugar.[7]
- 1927, 11 de septiembre: R. E. Thomas, Esprint de 2½ millas para máquinas de cilindrada ilimitada, Pruebas de Velocidad de Cefn Sidan. 1er lugar.[7]
- 1927, 11 de septiembre: R. E. Thomas, Carrera de 10 millas para máquinas de cilindrada ilimitada, Pruebas de Velocidad de Cefn Sidan. 1er lugar.[7]
- 1927, 11 de septiembre: R. E. Thomas, Carrera de 25 millas para máquinas de cilindrada ilimitada, Pruebas de velocidad de Cefn Sidan. 1er lugar.[7]
- 1927, 11 de septiembre: R. E. Thomas, Carrera de 50 millas para máquinas de cilindrada ilimitada, Pruebas de Velocidad de Cefn Sidan. 1er lugar.[7]
- 1928: George Brough, Esprint de una milla (1.6 km), Pendine. 1er lugar.[7]
- 1928: R. E. Thomas, Esprint de una milla (1.6 km), Pendine. 2.º lugar.[7]
- 1931: J.H. Carr, Carrera de 50 millas para máquinas de cilindrada ilimitada, Pendine. 1er lugar.[7]
- 1931: J.H. Carr, Carrera de 100 millas para máquinas de cilindrada ilimitada, Pendine. 1er lugar.[7]
- 1935: Eric Fernihough, récord de la vuelta a Brooklands de una motocicleta de cualquier clase, 123,58 mph (199 kilómetros por hora).[8]
- 1936: Eric Fernihough, récord de velocidad de motocicletas de la milla, 163,82 mph (264 kilómetros por hora).[8]
- 1937: Eric Fernihough, récord de velocidad de motocicletas del kilómetro lanzado, 169,8 mph (273 kilómetros por hora).[8]
- 1937: Eric Fernihough, récord de velocidad de motocicletas con sidecar del kilómetro lanzado, 137 mph (220 kilómetros por hora).[8]

En 2013, se dijo que la marca Brough Superior volvería a las carreras del Grand Prix con una máquina prototipo para Moto2, la Carbon2, una motocicleta fabricada por el constructor de California Taylormade y rebautizada como Brough Superior.

## Sidecares Brough Superior

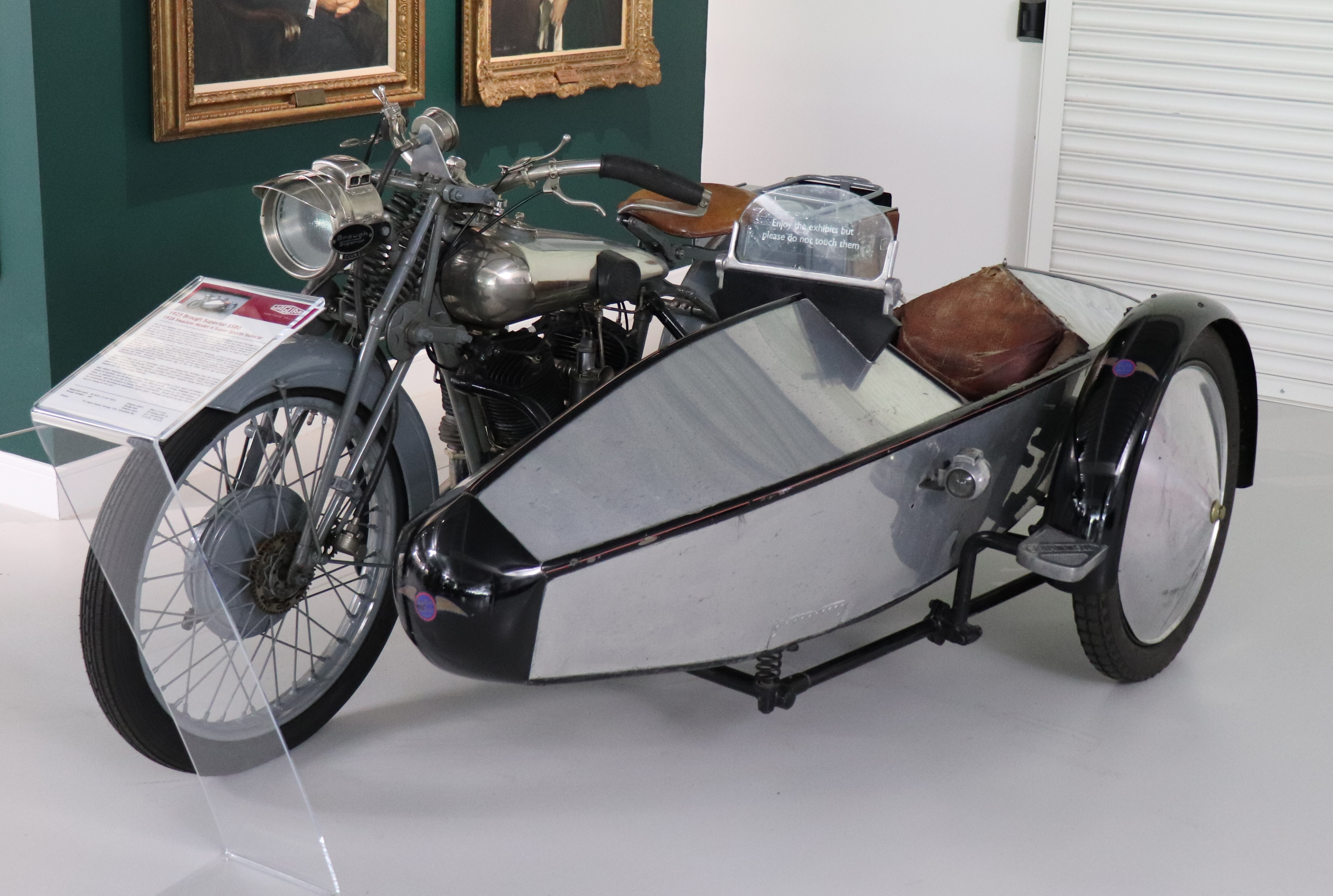
Brough Superior SS80 y sidecar Swallow Modelo 4 (1928)

Brough Superior también fabricó sidecares. Diseñados por carroceros, algunos modelos llevaban un neumático de repuesto, mientras que otros ofrecían dos asientos para uso ocasional. El ajuste y el acabado de estos sidecares era del más alto nivel, al igual que las motocicletas. Todos ofrecían una buena protección contra los elementos. Aunque muchas de las carrocerías fueron construidas por terceros según las especificaciones de la compañía, los bastidores se fabricaban en los talleres de Brough Superior. Los sidecares tenían la particularidad de que el bastidor estaba ideado para contener combustible, con un tapón de llenado en la posición más alta de la parte trasera. El combustible era transferido mediante una bomba de mano desde el sidecar al tanque de gasolina de la motocicleta. Había dos tipos diferentes de sidecar según su capacidad de almacenar gasolina; el modelo de crucero o el deportivo.
Los diversos sidecares ofrecidos en los catálogos de ventas anuales de Brough Superior figuran en la lista siguiente:
- 1921: "Sporting Sidecar" fabricado por Montgomery Sidecars con las especificaciones de Brough Superior.
- 1922: "Sidecar" registrado con el diseño del fabricante.
- 1923: "Brough Superior Sidecar" registrado con el diseño del fabricante.
- 1924: "Brough Superior Sidecar", "Brough Superior Swallow Coupé", "Brough Superior Sporting", "Brough Superior Sporting Tourist".
- 1925: "Brough Superior Sporting Sidecar", "Brough Superior Touring Sidecar".
- 1926: "Brough Superior Super Sports Sidecar", haciendo mención a otros sidecares disponibles.
- 1927: "Brough Superior Touring Sports" se mencionaba en el catálogo de 1928 y se citaba su popularidad en 1927 (en cuyo catálogo no figuraban).
- 1928: "Brough Superior Touring Sports", "Brough Superior Cruiser" figuraban listados.
- 1929: "Brough Superior Spring Frame Cruiser" presentado con referencia a muchos otros sidecares disponibles.
- 1930: "Brough Superior Spring Frame Cruiser", y "Brough Superior Rigid Frame Cruiser". También se hace referencia a muchos otros sidecares disponibles.
- 1931: "Brough Superior Cruiser Sidecar", disponible en configuración de bastidor con muelles o rígido.
- 1932: "Brough Superior Cruiser Sidecar", ofrecido con la combinación Brough Superior Straight 4. Y otro sidecar "Cruiser" se muestra con uno de los modelos V-2. El "Cruiser" se ofrecía en configuración de bastidor con muelles o rígido.
- 1933: "Brough Superior Cruiser Sidecar" con mención de "Cualquier tipo o marca de Sidecar suministrado. Enviar para recibir listas".
- 1934: "Brough Superior Cruiser Sidecar", "Brough Superior Sidecar Ocasional de 2 plazas".
- 1935: "Brough Superior Cruiser Sidecar", "Brough Superior Touring Sidecar".
- 1936: "Brough Superior Touring Sidecar", "Brough Superior Cruiser Sidecar".
- 1937: "B.S Alpine Grand Sports Sidecar", disponible con diseño de crucero o deportivo, también conocido como el sidecar de tubo de gasolina Brough Superior. El bastidor del sidecar contenía combustible y era presurizado con una bomba de aire que permitía transferir el combustible desde el sidecar al tanque principal de gasolina de la motocicleta sin detenerse.
- 1938: "B.S. Alpine Grand Sports Sidecar". Crucero o deportivo disponible.
- 1939: "B.S. Alpine Grand Sports Sidecar". Crucero o deportivo disponible.

## Coches Brough Superior

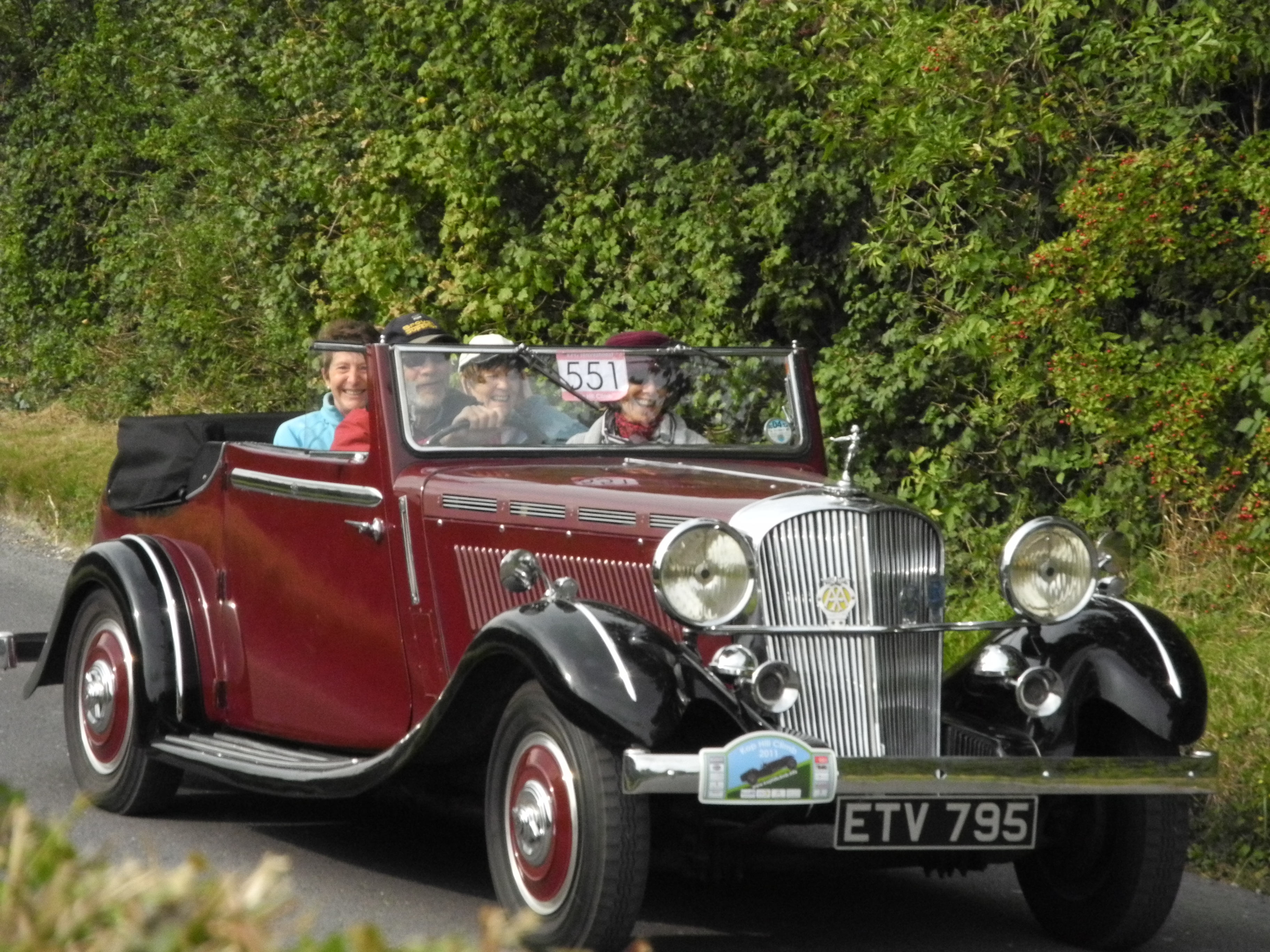
Brough Superior 3.5 litros

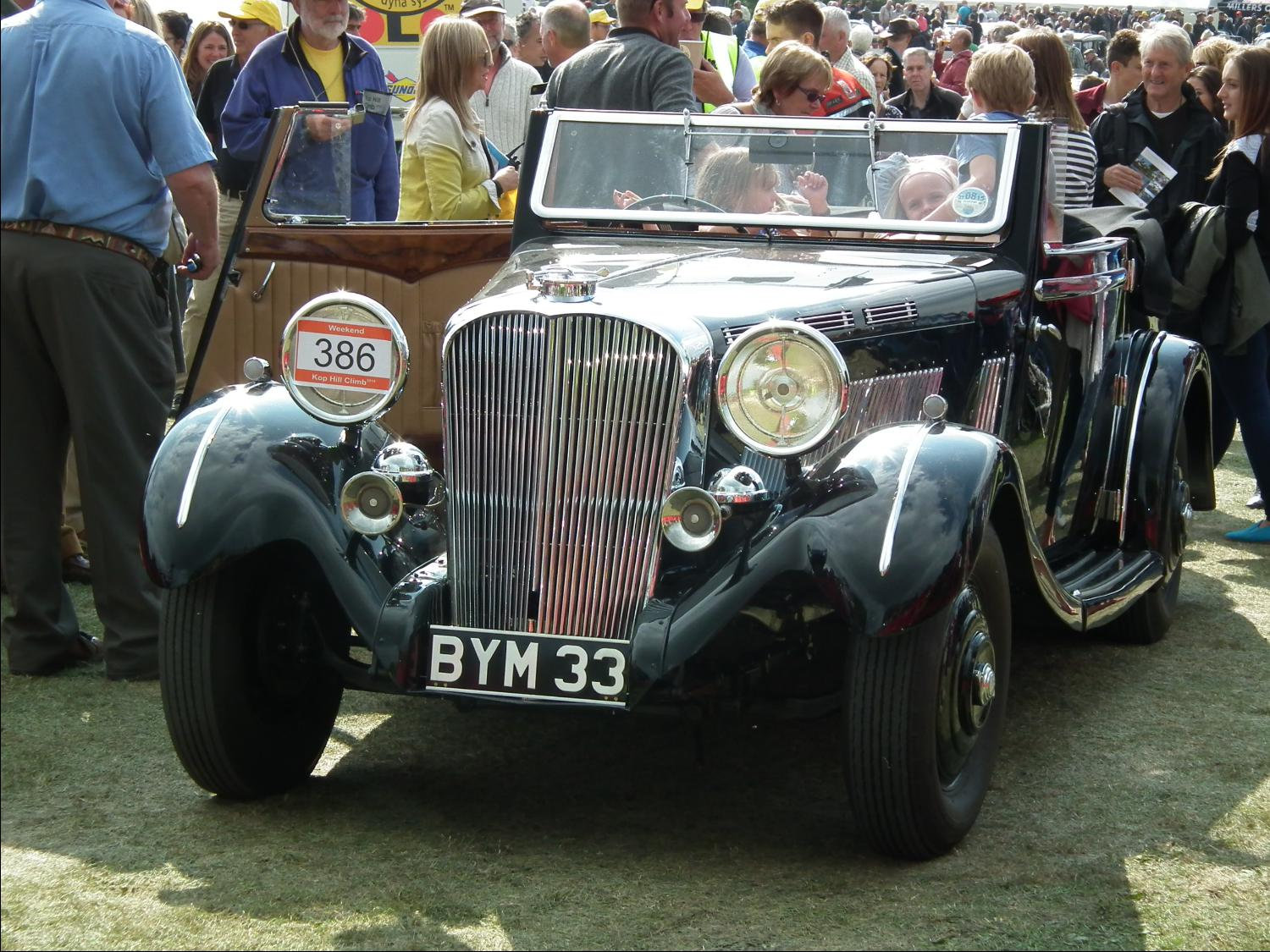
Brough Superior 4 litros

George Brough fabricó aproximadamente 85 automóviles con la marca Brough Superior. Construidos entre 1935 y 1939, fueron impulsados por motores Hudson y un chasis también Hudson. Se prepararon tres modelos, pero solo dos llegaron a producirse. Los primeros coches no llevaban emblemas de Brough Superior, ya que George Brough pensaba que eran lo suficientemente distintivos por sí mismos.
El primer automóvil fue el modelo 4 litros, fabricado desde mayo de 1935 hasta 1936 con un motor de ocho cilindros en línea con válvulas laterales y 4168 cc que rendía 114 HP (85,0 kilovatios). El rendimiento era notable para su época, con una velocidad máxima de 90 mph (145 kilómetros por hora) y una aceleración de 0 a 100 km/h de menos de 10 segundos. Solo estaba disponible un modelo de líneas suaves con cuatro asientos, carrozado por W.C Atcherley de Birmingham. Se fabricaron 19 unidades y se sabe que al menos se conservan nueve de ellas. Diseñada por Brough, la carrocería suministrada por Atcherly era de líneas clásicas, con parachoques de acero, y una distinguida pintura bicolor en tonos aluminio y ceniza. Fabricado para ser resistente y duradero, incluso los ejemplares sin restaurar son capaces de circular más de 80 años después de haber sido fabricados.
Hudson Canada dejó de suministrar los motores de ocho cilindros y los chasis en 1936, y los coches posteriores montaron un motor de seis cilindros en línea de 3455 cc aún con válvulas laterales, y se denominaron 3.5 litros. También se incluyó una versión sobrealimentada con un compresor Centric, con una potencia declarada de 140 HP (104 kilovatios). El chasis era 4 plg (102 milímetros) más corto que el del modelo de 4 litros, de 116 plg (2946 milímetros). Estaban disponibles carrocerías con configuración berlina, pero la mayoría eran coches abiertos. Se fabricaron unas 80 unidades entre 1936 y 1939.
El último coche, el modelo XII fabricado en 1938, utilizaba un motor Lincoln-Zephyr V12 de 4387 cc sobre un chasis diseño propio de Brough con frenos Girling y ejes Ford. Solo se construyó un ejemplar berlina, carrozado por Charlesworth. Todavía se conserva uno de estos grandes coches, con una longitud total de 219 plg (5563 milímetros) y un ancho de 71 plg (1803 milímetros).
El periodista Bill Boddy probó en 1936 un modelo anterior del Brough Superior Saloon para la revista "Motor Sport". Notando que el coche tenía un tanque de combustible de reserva, se negó a llenarlo antes del viaje, y al quedarse sin gasolina, no pudo encontrar el interruptor para activar la reserva. Después de pedir gasolina a un camión que pasaba, Boddy se encontró con un motociclista que se había accidentado y se ofreció a ayudarlo. Cuando hablaron, le dijo a Boddy que su moto era una Brough Superior y le preguntó de qué marca era "el coche tan bonito en el que me está llevando". Cuando le dijo que era un Brough Superior, el motociclista guardó silencio durante el resto del viaje. Boddy supuso que este mutismo fue causado  por la incredulidad de que un famoso fabricante de motocicletas también pudiera fabricar automóviles, y supuso que el motociclista pensaba que su interlocutor era quien había sufrido una conmoción cerebral.

## Etimología
El apellido Brough, como ocurre con muchos apellidos ingleses que parecen nombres de lugares, probablemente surgió porque uno de los ancestros de la línea masculina de George Brough tuvo su origen en alguno de los lugares así llamados. Es originalmente una forma de la palabra "borough" (municipio). El adjetivo Superior fue un calificativo elegido por George Brough para reclamar la superioridad de su motocicleta sobre todas las demás motocicletas, incluidas las Brough Motorcycles originales fabricadas por su padre, William E. Brough.

## Reaparición

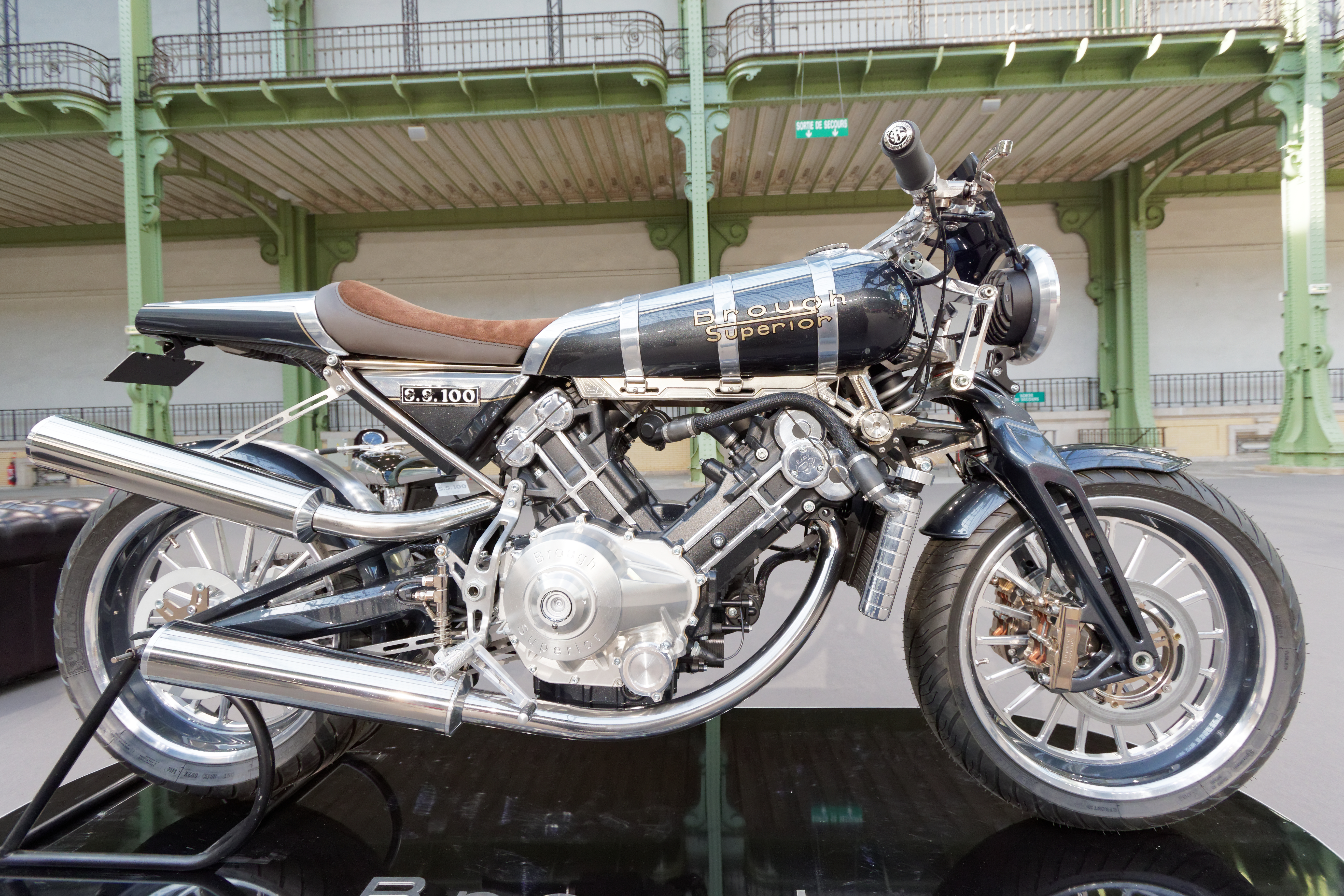
Brough Superior SS100 (rediseño de 2015)

La marca y nombre Brough Superior fueron comprados por una corporación registrada en Jersey, con Mark Upham como gerente. Upham produjo varios ejemplos de 'continuación' de la Brough Superior SS100 del año 1926, y llegó a un acuerdo con Thierry Henriette de Boxer Design (Toulouse), para producir una motocicleta Brough Superior de nuevo diseño. Insistió en conservar las señas visuales de identidad que conectasen la nueva motocicleta con el diseño histórico de la Brough Superior, así como en mantener el espíritu original de la marca: innovación, diseño excelente y materiales y construcción superiores. La nueva Brough Superior SS100 diseñada por Boxer apareció por primera vez en el salón del EICMA de Milán en 2013. La producción en serie comenzó en 2016.
La nueva Brough Superior SS100 cuenta con un motor V-2 a 88° y 990 cc, refrigerado por agua y culatas de cuatro válvulas DOHC por cilindro, diseñadas y fabricadas por Boxer Design. El motor rinde 120 hp para el modelo estándar, y el chasis utiliza el motor como un elemento estructural más, con una horquilla delantera Fior con amortiguador Ohlins, y  suspensión trasera también Ohlins. El bastidor se realizó por completo con materiales de alta tecnología, incluidos titanio, polímero reforzado con fibra de carbono y aluminio. Los frenos delanteros son de la marca Beringer, con cuatro rotores, provenientes de la industria aeronáutica. La mínima carrocería se construyó a base de aluminio martillado a mano, incluido el tanque de combustible, la cola del asiento, los guardabarros y las cubiertas laterales. El peso en seco de la SS100 es de menos de 400 lb (181 kilogramos), lo que la convierte en una de las motocicletas de un litro más ligeras que se hayan producido para su uso en la calle.
La reacción de la prensa a la nueva SS100 ha sido generalmente (aunque no universalmente) positiva. Las pruebas en carretera elogiaron el buen motor, su excelente manejo y su rendimiento, y algunos periodistas elogiaron la estética general del diseño, aunque esto parece ser un punto de discusión.